# 佐竹申伍
佐竹 申伍（さたけ しんご、1921年1月15日 - 2005年2月24日）は、日本の小説家。
東京小石川生まれ。本名・佐藤静夫。日本大学芸術学部卒。映画関係の仕事を経て、文筆活動にはいる。はじめ時代小説を書き、のち歴史小説を書いた。一時期NHK大河ドラマにあわせて執筆していた。

## 著書
- 濡れ髪獅子 桃源社 1958
- 変化若君 小説刊行社 1958 のち春陽文庫
- 花の無法剣 多門之介行状記 小説刊行社 1959 のち春陽文庫
- やわ肌秘文 小説刊行社 1959
- 紅づる無法剣 多門之介行状記 小説刊行社 1959
- 月の無法剣 多門之介行状記 小説刊行社 1960
- 血汐鷹 青樹社 1961
- 魔粧の辻 青樹社 1962
- 黒いかげろう 青樹社 1962
- 逢魔の剣 青樹社 1962
- 迷路の剣 青樹社 1962
- ひとり獅子 青樹社 1963
- 士魂燃ゆ 青樹社 1963
- 猿丸忍法帖 青樹社 1965
- 真田幸村 家康が怖れた男の生涯 青樹社 1967 のちPHP文庫
- まぼろし忍法帳 春陽文庫 1968
- 濡れ髪剣士 春陽文庫 1968
- 黄門東海道を行く 春陽堂書店 1969 のち文庫
- かげろう天狗 春陽文庫 1970
- 原田甲斐 異説伊達騒動 青樹社 1970
- 若殿まかり通る 春陽文庫 1974
- 岩崎弥太郎 光風社出版 1980.1
- 幻の幕仏同盟 青樹社 1980.3
- 太閤記の女たち 光風社出版 1980.8 のち光風社文庫
- 真田軍団はゆく 春陽文庫 1980
- 大石内蔵助 光風社出版 1981.9 のちPHP文庫
- 家康をめぐる女たち 光風社出版 1982.11
- 忠臣蔵の女たち 光風社出版 1982.2
- 貞奴炎の生涯 光風社出版 1984.10
- 弁慶罷り通る 光風社出版 1986.4
- 闘将島左近 光風社出版 1986.11 のちPHP文庫
- 蒲生氏郷 信長の愛弟子とよばれた名将 青樹社 1987.5 のちPHP文庫
- 武田信玄 光風社出版 1987.11 のちPHP文庫、「猛虎武田信玄」学陽書房人物文庫
- 春日局 光風社出版 1988.11
- 剛勇塙団右衛門 光風社出版 1989.9 のちPHP文庫
- 真説仇討八景 光風社出版 1990.3
- 秘説妖雲の辻 家康を倒した謎の女 光風社出版 1990 「妖説魔性の剣」春陽文庫
- 加藤清正 太閤の夢に殉ず 青樹社 1991.2 のちPHP文庫
- 湖北の鷹 浅井三代記 光風社出版 1993.8
- 孤剣夢あり 光風社出版 1994.7